# Antoine Schmitt
Pour les articles homonymes, voir Schmitt.
 (mars 2025).
Antoine Schmitt, né à Strasbourg en 1961, est un artiste plasticien et ingénieur programmeur français qui évolue dans le champ de l'art et du design numérique, notamment dans le domaine des objets connectés.

## Biographie

### Programmeur
Antoine Schmitt apprend la programmation en autodidacte à l'age de seize ans sur l'ordinateur familial et se passionne pour son aspect métaphysique et expérimental. Il obtient son diplôme d'ingénieur civil de Télécom Paris en 1984.
Il est d'abord programmeur et chef de projet dans la société de services Act Informatique entre 1985 et 1991, et se spécialise dans le domaine de l'intelligence artificielle et des interactions humain-machine. Il développe des outils, réalise des missions et effectue des recherches dans les domaines des systèmes experts, des réseaux de neurones artificiels, des systèmes d'informations géographiques, de la vision par ordinateur. Il collabore techniquement avec Jacques Serrano sur son œuvre Cigale (1989).
De 1991 à 1994, il travaille comme programmeur pour la société NeXT fondée par Steve Jobs, spécialisé dans les interfaces humain-machine des logiciels de développement (ProjectBuilder) et des systèmes de communication (Mail, distributed persistent messaging systems). Il participe à la conception et à la programmation de l'environnement OPENSTEP et crée la classe NSNotificationQueue qui fait encore partie intégrante de Mac OS X à ce jour.
En 1997, il assiste le cinéaste Chris Marker dans les tests de son CD-ROM Immemory. Entre 1996 et 2003, il développe et distribue des briques logicielles spécialisées (plugin) en particulier l'asFFT Xtra pour Adobe Director. Entre 2001 et 2006, il est designer comportemental des produits de robotique domestique de la société violet (Dal, Dal:Dal, Nabaztag).
Depuis 1995 il est programmeur indépendant dans les champs du multimédia, des interactions humain-machine et des objets connectés, et travaille avec de nombreuses sociétés spécialisées (Hyptique, Virtools, BBC, Incandescence, Violet, enero, Kingfisher, Intuis, etc.).

### Artiste
En 1995, Antoine Schmitt démarre une activité d'artiste en utilisant « la programmation comme cœur de l'esthétique numérique ». Il articule son travail autour de la notion d'être artificiel qui lui permet d'aborder l'être humain et la nature de la réalité d'une manière neuve. Pionnier de l'art génératif, son travail est reconnu à l'international par de nombreux prix, résidences, expositions et concerts. Utilisant la programmation comme matériau artistique, il collabore avec de nombreux artistes d'autres champs de l'art (Franck Vigroux, Atau Tanaka, Vincent Epplay, Jean-Jacques Birgé, Delphine Doukhan, K.Danse, Patrice Belin, Don Nino, Cubenx, Alberto Sorbelli, Matthew Bourne, Hortense Gauthier, etc.).
En 1998, il publie un Manifeste de l’oeuvre d’art sur ordinateur qui « pose l’ordinateur en soi comme nouveau médium de création artistique. »
En 1995, il crée puppetsprite 1, premier CD-Rom artistique, avec Alberto Sorbelli et participe comme auteur et comme directeur technique au CD-Rom Just From Cyntha d'Alberto Sorbelli. En 1999, il est co-auteur avec Vincent Epplay du infinite CD for unlimited music, premier CD-Rom de musique générative. En 2019, il conçoit un logiciel de deep hormones pour l'œuvre CliMax avec Hortense Gauthier. Depuis 2011 jusqu'à ce jour, il est auteur avec le musicien Franck Vigroux de plusieurs spectacles audiovisuels présentés dans le monde entier (Tempest, Chronostasis, Cascades, ATOTAL, Nacht, Videoscope). En 2021, il crée une série de NFT génératifs et semi-autonomes.
Il développe plusieurs logiciels et plateformes collaboratives dans le champ de l'art et de la vie sociale. En 1997, sous le pseudo Georges Victor, il lance olalaParis, première liste de distribution d'annonces d'événements artistiques en France. En 2000, il fonde le portail gratin.org, Groupe de Recherche en Art et Technologies Interactives et/ou Numériques, une référence de l'art programmé. En 2004, il lance avec Adrian Johnson le label sonicobject, label de sonneries de téléphone portable de création, rassemblant 16 artistes sonores et plus de 200 sonneries, aujourd'hui disponibles sous licence Creative Commons. En 2020, pendant le confinement, il lance la plateforme Manif.app (renommée en 2024 weprotest.xyz) de manifestation anonyme en ligne sur une carte partagée,.
Son œuvre Vexation 1 reçoit une mention honorifique au festival transmediale en 2001. En 2007, son œuvre Still Living reçoit le deuxième prix au même festival transmediale. En 2009, son œuvre Nabazmob, créée avec Jean-Jacques Birgé, reçoit le deuxième prix au festival Ars Electronica.
Il est représenté à Paris par la Galerie Charlot depuis 2010, et à Berlin par la galerie DAM Projects depuis 2023.

## Prix
- Festival medi@terra (Athènes, premier prix, 1999)
- Möbius Prize (Paris, nommé, 1999)
- Festival Interférences (Belfort, premier prix, 2000)
- Festival transmediale (Berlin, mention honorifique 2001)
- Vida 5.0 (Madrid, mention honorifique, 2002)
- Festival International UNESCO de Video-Dance (Paris, premier prix, 2002)
- Festival machinista (Russie, nommé, 2003)
- Festival CYNETart (Dresde, mention honorifique, 2004)
- Festival transmediale (Berlin, deuxième prix, 2007)
- Festival Ars Electronica (Linz, « deuxième prix », 2009)
- Digital Turku (Turku, FI, mention honorifique, 2011)
- New Technological Art Award (Bruxelles, nommé, 2012)
- Voeux de l’Internet (Issy-les-Moulineaux, FR, E-Toile d’Or catégory Art, 2012)
- Share Festival (Turin, Mention Speciale, 2012)
- Victor Vasarely (Aix-en-Provence, finaliste, 2013)
- Stuttgarder Filmwinter Festival (de) (Stuttgart, nommé, 2014)
- Bains Numériques Enghien les Bains (Enghien, nommé, 2014)
- Screengrab International festival (Townsville, Australie, nommé, 2014)
- Kasseler DokFest (de) (Cassel, nommé, 2014)
- Media Architecture Biennale 16 (Sydney, Australie, nommé, 2016)
- Stuttgart Filmwinter (de) (Stuttgart, nommé, 2018)
- Concours Talents Contemporains, Fondation François Schneider (nommé, 2020)